# Antzuola
Antzuola és un municipi de Guipúscoa (País Basc), a la comarca de l'Alt Deba.